# Fetishes
Fetishes (também conhecido como Fetishes: Mistresses and Domination at Pandora's Box) é um documentário da HBO de 1996 dirigido por Nick Broomfield que mostra o dia a dia do Pandora's Box, um dos estabelecimentos BDSM mais luxuosos de Nova York. O filme contém entrevistas com dominatrixes e seus clientes, além de mostrar um pouco das sessões BDSM conduzidas pelas dominadoras profissionais.

## Produção e lançamento
O filme foi dirigido por Nick Broomfield como parte da série de documentários da HBO chamada America Undercover, mas o documentário chegou a ser exibido em salas de cinema e festivais antes de ser veiculado na televisão em 1997.
O documentário estreou no Festival Internacional de Cinema de Toronto em setembro de 1996 e também fez parte do Festival Internacional de Documentários de Amsterdã nos anos de 1996, 1997 e 1998.
Durante a produção do documentário, Nick Broomfield e sua equipe passaram dois meses gravando no Pandora's Box, um estúdio BDSM comandado por Mistress Raven e localizado na região de Manhattan, em Nova York. No documentário é revelado que o local é considerado um estabelecimento de luxo e que a clientela, formada principalmente por advogados, banqueiros, políticos, empresários e corretores de Wall Street, chega a pagar até 10 000 dólares por uma seção com uma dominatrix.
O filme também contou com a participação da multipremiada fotógrafa Susan Meiselas, que montou um álbum fotográfico do Pandora's Box enquanto eram realizadas as gravações do documentário.
De acordo com Broomfield, o objetivo do documentário é levar ao público geral a informação do que se passa no mundo do BDSM, pois essa é uma realidade que poucas pessoas sabem como funciona. Além de entrevistas com dominadoras e clientes submissos, o documentário também mostra sessões sendo realizadas e destaca algumas das práticas que ocorrem no local, como flagelação, humilhação, bondage, pet play, ageplay e wrestling. As sessões geralmente são ambientadas em grandes salas temáticas, como uma câmara de tortura, um salão inspirado no Palácio de Versalhes e um quarto de hospital onde são realizados fetiches médicos.
Em um dos capítulos do documentário, Broomfield também toca num ponto sociopolítico ao citar um homem judeu que tem interesse em encenar sendo dominado por uma nazista, um homem negro que fantasia em ser um escravo trabalhando em plantações e um policial branco que fantasia em ser dominado por pessoas negras.

## Recepção
No site do agregador de críticas Rotten Tomatoes, o filme possui uma aprovação de 50% baseado em 6 análises, com uma nota média de 5,3/10. O crítico Roger Ebert caracterizou o documentário como "fascinante, horripilante, engraçado e triste".
Na análise de Bill Stamets, jornalista do Chicago Reader, ele critica a direção de Broomfield ao dizer que o filme "promove um voyeurismo desatento" e que "a turnê de Broomfield permanece dolorosamente superficial" no decorrer do filme.